# Oligosita pauliani
Oligosita pauliani is een vliesvleugelig insect uit de familie Trichogrammatidae. De wetenschappelijke naam is voor het eerst geldig gepubliceerd in 1955 door Risbec.